# (13692) 1997 SW30
1997 أس دابليو 30 (ويعرف أيضًا باسم (13692) 1997 أس دابليو 30 وفق تسمية الكوكب الصغير) (بالإنجليزية: 1997 SW30)‏ هو كويكب ضمن حزام الكويكبات؛ وترتيبه 13692 من حيث الاكتشاف.
اكتُشف هذا الجُرم الفلكي بواسطة Herman Mikuž ‏ في 27 سبتمبر 1997.

## وصلات خارجية
- (13692) 1997 SW30 في قاعدة بيانات مختبر الدفع النفاث لأجرام النظام الشمسي الصغيرة

- الاكتشاف · مخطط المدار ·  العناصر المدارية · المعلمات المادية

- (13692) 1997 SW30 على موقع ويكي سكاي: DSS2, SDSS, GALEX, IRAS, Hydrogen α, X-Ray, Astrophoto, Sky Map, Articles and images